# Apache (cantor)
Anthony Peaks, mais conhecido como Apache (Nova Jérsei, 26 de dezembro de 1964[carece de fontes?] - 22 de janeiro de 2010) foi um rapper norte-americano.